# NGC 1844
NGC 1844 (również ESO 85-SC48) – gromada otwarta, znajdująca się w gwiazdozbiorze Złotej Ryby. Należy do Wielkiego Obłoku Magellana. Odkrył ją John Herschel 2 listopada 1834 roku.